# Epinephelus faveatus
Epinephelus faveatus is een  straalvinnige vissensoort uit de familie van zaag- of zeebaarzen (Serranidae). De wetenschappelijke naam van de soort werd voor het eerst geldig gepubliceerd in 1828 door Valenciennes.
De soort staat op de Rode Lijst van de IUCN als Onzeker, beoordelingsjaar 2008.